# 稲田植治
稲田 植治（いなだ たねはる、元禄7年（1694年） - 享保7年9月14日（1722年10月23日））は、徳島藩筆頭家老。淡路洲本城代稲田家6代当主。
幼名は勝之助。通称は大炊助、九郎兵衛。

## 生涯
元禄7年（1694年）、蜂須賀家家老稲田植幹の子として生まれる。藩主蜂須賀綱矩に仕え、享保元年（1716年）には仕置家老となる。 享保5年（1720年）、父の死去により家督相続し、淡路国の最高行政職である洲本仕置となる。享保7年（1722年）9月14日死去。享年29。弟の植政が末期養子となって家督相続した。